# Големо Търново (община Булкиза)
Големо Търново (на албански: Tërnovë e Madhe) е село в Албания, в община Булкиза (Булчица), административна област Дебър.

## География
Селото е разположено в историкогеографската област Голо бърдо.

## История

### В Османската империя
Според статистиката на Васил Кънчов („Македония. Етнография и статистика“) в Търново живеят 540 души българи мохамедани, като българите мохамедани (торбешите) са в процес на поалбанчване:
| „ | Жителите на селата Острени (Големо и Мало), Търново (Големо и Мало), Кленье, Летен, Джепища, Ърбеле, Обоки, Макелари и др. предпочитат да се казват арнаути и да говорят арнаутски. | “ |

На Етнографската карта на Битолския вилает на Картографския институт в София от 1901 година Търново е чисто албанско село в Дебърската каза на Дебърския санджак със 101 къщи.

### В Албания
След Балканската война в 1912 година Големо Търново попада в Албания.
В 1915 година, по време на Първата световна война, селото е анексирано от Царство България. Към 1 март 1916 година Търново е част от Зърчанската община на българската Дебърска околия.
В 1940 година Миленко Филипович пише, че Дреново, или на албански Търнов (Трнов) е вече чисто мюсюлманско село и всичките му жители вече знаят албански.
В 1977 година Джаферовата къща е обявена за паметник на културата.
До 2015 година селото е част от община Зерчан.